# Slussfors

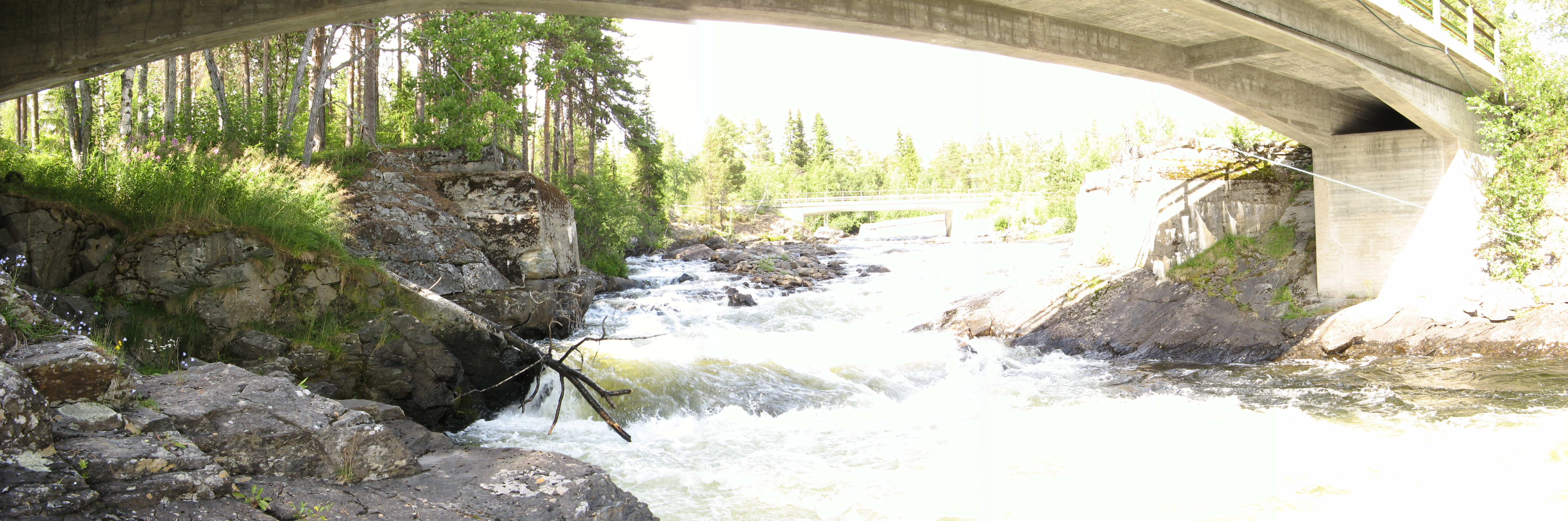
Girjesån

Slussfors är en småort i Storumans kommun. Slussfors ligger 65 km nordväst om Storuman och 65 km sydost om Tärnaby längs E12.
Geografiskt sett är byn delad i tre delar: Nedre byn, Mittibyn och Forsnacken. Genom Nedre byn rinner Gierejohke (Kirjesån, fritt tolkat, bäcken från den översta sjön Giere "Boksjön") som sedan mynnar ut i Umeälven. Gierjesån har även gett namn till byn, "... den ned till Stor Uma Sjön nedrusande Forssen, som i åtskillige afseenden likan ett Slussvärk, kallas Slussfors"" som det står i ett friskattebrev från länsman Holmström, skrivet 9 juli 1824. 
Slussfors ligger vid Umeälven, med utsikt över Norra Gardfjällsmassivet i väster och i norr ligger Vindelfjällens naturreservat.
År 1670 beboddes området av samen Anundh Clementsson som kallade området Tyfwekelis och var en del av Umbyn.  En inventering av möjliga nybyggar platser skedde i juni 1671 då lantmätaren Jonas Persson Gedda och notarien Anders Olofsson Holm gav sig av mot inlandet.  Hans beskrivning avslöjar att man främst levde av fiske, jakt och viss mån renskötsel såsom skogssamer.  Dagens släktingar till de samer som bodde i området finns fortfarande kvar i området och fiskar och jagar i samma område som Anundh Clementssons Tyfwekelis.

## Befolkningsutveckling
| Befolkningsutvecklingen i Slussfors 1990–2015 | Befolkningsutvecklingen i Slussfors 1990–2015 | Befolkningsutvecklingen i Slussfors 1990–2015 | Befolkningsutvecklingen i Slussfors 1990–2015 | Befolkningsutvecklingen i Slussfors 1990–2015 |
| --------------------------------------------- | --------------------------------------------- | --------------------------------------------- | --------------------------------------------- | --------------------------------------------- |
|                                               |                                               |                                               |                                               |                                               |
| År                                            |                                               |                                               | Folkmängd                                     | Areal (ha)                                    |
| 1990                                          | 1990                                          |                                               | 107                                           | 18#                                           |
| 1995                                          | 1995                                          |                                               | 89                                            | 24#                                           |
| 2000                                          | 2000                                          |                                               | 89                                            | 24#                                           |
| 2005                                          | 2005                                          |                                               | 77                                            | 24#                                           |
| 2010                                          | 2010                                          |                                               | 83                                            | 24#                                           |
| 2015                                          | 2015                                          |                                               | 92                                            | 29#                                           |
| Anm.: # Som småort.                           |                                               |                                               |                                               |                                               |

## Samhället
I Mittibyn finns skola (årskurs F-6), Glesbygdsmedicin, en affär "Slussforsboa", skidbacke (invigd av Anja Pärson) och elljusspår.